# Anatolij Aleksandrow
Anatolij Aleksandrowicz Aleksandrow (ros. Анатолий Александрович Александров; ur. 28 marca?/9 kwietnia 1861 we wsi Bibino, zm. 14 marca 1930) – rosyjski pisarz, dziennikarz i poeta.

## Życiorys
W 1887 ukończył studia na Uniwersytecie Moskiewskim, został jego wykładowcą; uczył również w moskiewskich gimnazjach. W latach 1892–1898 był redaktorem i wydawcą gazety Russkoje obozrienije (ros. Русское обозрение). Od 1910 mieszkał w Siergiejewym Posadie, współpracował z gazetą Bogosłowskij wiestnik (ros. Богословский вестник). Pisał o literaturze i jej twórcach, artykuły na tematy religijne, wiersze. Po 1917 zaprzestał twórczości. 